# 國粹会
- 國粹会
- 国粋会
- 國粹會

國粹会（こくすいかい、

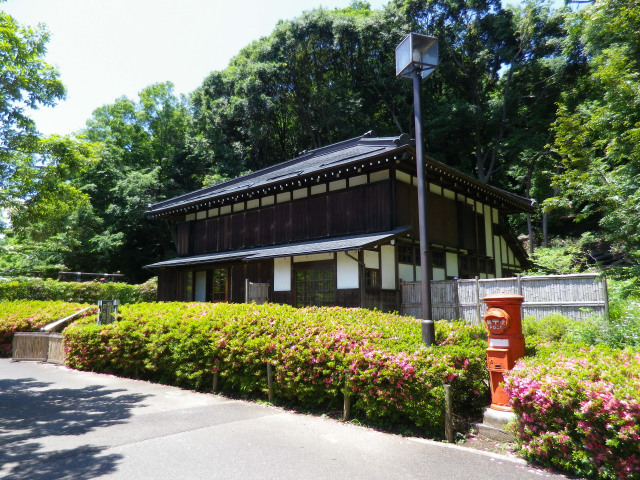
初代会長・村野常右衛門の生家

新字体: 国粋会）は、社会主義の台頭に対抗し国体を護持するため、1919年（大正8年）に設立された官製右翼「大日本國粹會」を源流とする組織。日本で最初の右翼団体であり、「国粋主義」の語は、1888年、志賀重昂や三宅雪嶺らの政教社が出版していた雑誌『日本人』に、政府の欧化政策に反発する志賀の論文「国粋保存旨義」が発表されたのをきっかけとして使われるようになった。この「国粋保存旨義」が「国粋」や「国粋主義」の語源である。志賀はこの論文で政府の欧化政策を非難し、日本本来の長所を重視することを主張した国粋主義の語源ともなった。この精神性は、杉浦重剛を始祖とし、杉浦重剛は読売・朝日新聞の社説を担当となり、三宅雪嶺、志賀重昂らと政教社発行の「日本人」（のちに「日本及日本人」）や新聞「日本」の刊行に力を尽くす。それらによって国粋主義を主張し、当時の社会に影響を波及させる。
尊皇精神の強い、博徒系自由民権家を中心に結成され、初代会長・村野常右衛門（貴族院議員）が私財を投じて建設し、活動の拠点とした文武道場「凌霜館（）」は、現在町田市立自由民権資料館として活用されている。

## 大日本国粋会の結成

### 起源

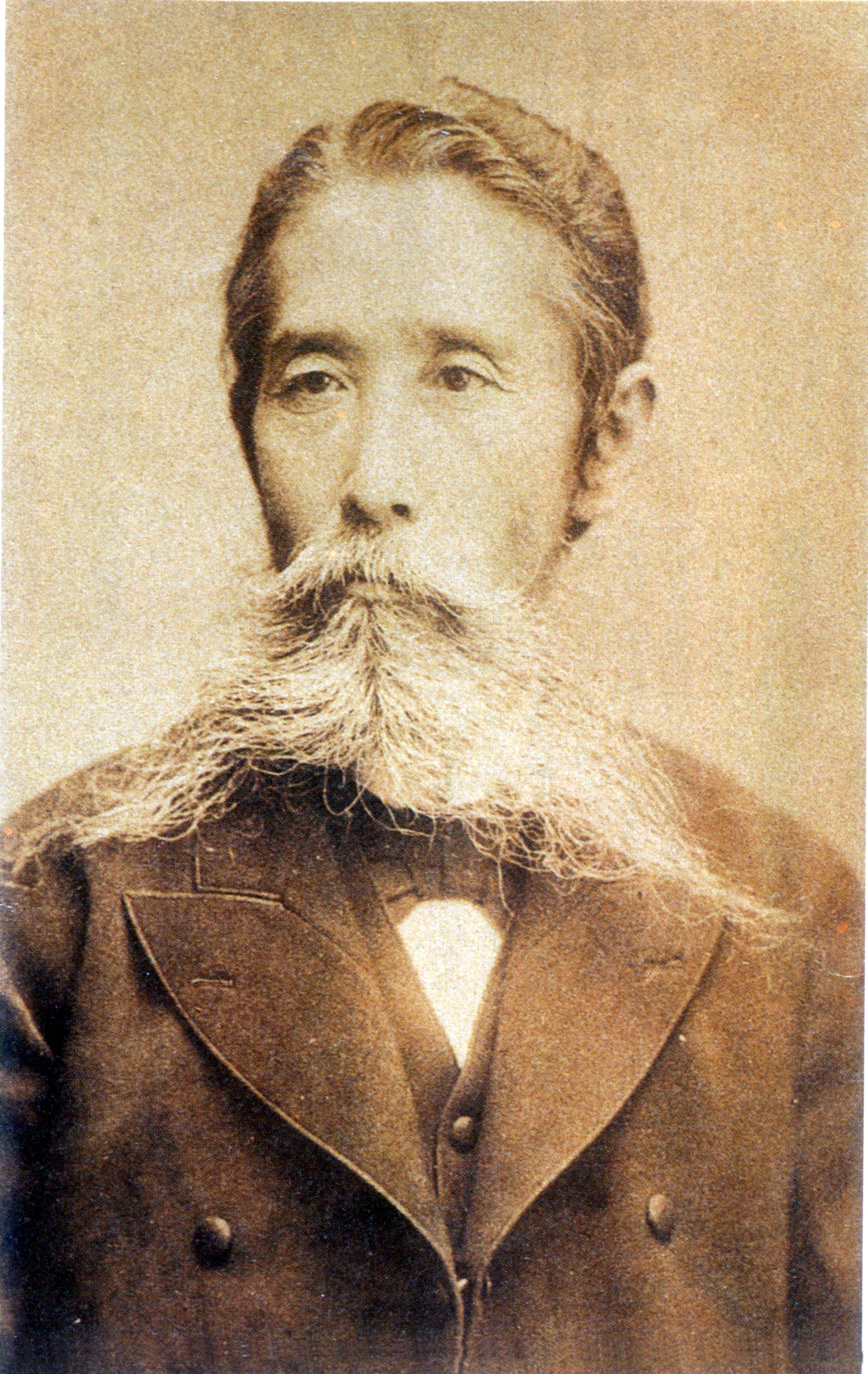
板垣退助

1919年（大正8年）7月16日、生涯にわたり尊皇を貫き、勤皇に尽くした姿から「幕末明治の大楠公」と呼ばれ、『社会主義の脅威』を論じた元勲・板垣退助が薨去し、その四十九日の法要を終えた9月、原内閣の内務大臣・床次竹二郎（立憲政友会）は、社会主義の台頭を憂慮し全国的な右翼団体を創設するべく発起。これを基に立憲政友会の米田穣代議士をまとめ役として、10月4日、博徒等関西壮士の大親分36人を東京に呼び寄せて会合を開いた。

### 結成
同年11月、関西の侠客・西村伊三郎（伏見・砂子川）の提唱により、関東側は関東國粹会・梅津勘兵衛（上州家）、民権新聞社社長の河合徳三郎（河合組）、倉持直吉（住吉一家）、青山広吉（生井一家）、篠信太郎（土支田一家）、榎本政吉（芝・壮士）、中安信三郎が中心となり、床次内相を世話役に、板垣退助の門流で在野右翼の重鎮と見なされていた頭山満を顧問に迎えて結成される。
大日本国粋会は、東宮侍講・杉浦重剛が仁侠精神と尊皇主義を兼ね備えた綱領を起草したものを信奉している。「我國古來の温情主義による勞資間の美風良俗（国体・精神・文化）を守るべく左翼運動を實力で粉碎し得る團體」であることが目差された。博徒や土建業者系の壮士を中心とする全国的規模の右翼団体であり、そのため、超党派的純国家主義思想団体として、皇室中心主義、大アジア主義等や伝統の侠客道を根本信条として行動することを原則とした。

### 創立時役員
創立当時、総裁は伯爵・大木遠吉（貴族院議員。帝国公道会の設立に深く関与。翌年、原内閣司法大臣）、会長は自由民権家・村野常右衛門（立憲政友会幹事長）、理事長を中安信三郎、幹事長は胎中楠右衛門が務め、会員数60万と称した。

### 砂子川の死去
1920年（大正9年）1月15日、大日本国粋会結成の呼び掛け人であった、京都伏見の任侠・西村伊三郎（砂子川）が死去。

### 大阪本部の創設
1920年（大正9年）12月15日、大阪の任侠・橘利八の尽力により住吉大社の神前で結血式を挙げ、天王寺公園に集合。その後、大阪中之島公園に移動して大阪本部の発会式を挙げた。会長は住吉神社宮司・津守國榮男爵、副会長に樋口代議士、長谷部陸軍大佐、顧問に池松時和大阪府知事、田中警察部長、池上四郎大阪市長、関一助役、町田師団長、佐多愛彦医大学長、岸本弁護士会長らが就任した。会員数は1万人。

### 河合組の離反
1921年（大正10年）1月、河合徳三郎は立憲政友会の介入に反発して大日本国粋会を脱会し、対立する立憲民政党の後ろ盾のもとに、後藤新平を顧問として大和民労会を結成した。大和民労会の結成式は、浅草・伝法院で行われ、約5000人が集まった。大和民労会の中心メンバーは、土建業系博徒の関根賢、高橋組高橋金次郎組長、城迫正一であった。それぞれが、浅草、吉原、向島、下谷を地盤としていた。

### 左翼勢力の台頭による社会不安
1921年（大正10年）の中国共産党の成立、1922年（大正11年）の日本共産党の成立により社会主義、共産主義を唱える勢力が台頭し、世界的な社会不安を増大させた。

### 西京支部
材木運送業を営む「荒虎」こと笹井三左衛門が荒虎千本組を組織し、大日本国粋会西京支部の代表を務めた。
笹井三左衛門の死後、長男で荒虎千本組組長・笹井静一が西京支部の代表を務めた。荒虎千本組は、現在の会津小鉄会の直参にあたる。

### 地盤抗争
1922年（大正11年）12月、大日本国粋会田甫一家の青沼辰三郎が浅草区千束町で年忘れの賭場を開帳。大和民労会の高橋組の木村は、青沼辰三郎の賭場に乗り込み、この地域は大和民労会の地盤であるとの見解を述べ青沼を罵倒した。青沼辰三郎たちは、木村を賭場の外に連れ出し、暴行を加えた。これを切っ掛けに大和民労会と大日本国粋会の抗争事件が勃発した。

### 水国事件
1923年（大正12年）3月17日、奈良県磯城郡川西村下永（現・川西町下永）で起きた事件。婚礼道具が運ばれる道中、森田熊吉が行った指のしぐさに対し水平社の者が、差別的行為であると一方的に糾弾、私的謝罪ではなく公的謝罪を要求したため騒動となる。老人は誠意を尽くしたが容れられず、大日本国粋会の幹部であった土建業者・中西常蔵に相談。中西は水平社に和解を求めるが、水平社はこれを拒否して、中西も糾弾。一触即発の状況に発展し、双方とも奈良県内外から援軍を動員。3月18日朝、国粋会勢は日本刀、鳶口、拳銃で武装して鏡作神社へ集まり、水平社勢は竹槍で武装し光明寺へ集結。午前9時40分、両者は警察の警戒線を突破し「鍵ノ辻」附近で衝突。国粋会側は水平社の森島駒次郎と梅津米蔵を日本刀で斬り重軽傷を負わせるが、警察隊の制止により一旦両者は引き上げた。水平社は関西全域に応援を要請、武器も猟銃、棍棒、日本刀などを増やし、総勢2000名となる。国粋会も全国に応援を要請。総勢1200名を動員し、翌3月19日午後3時頃、大和川水系の寺川を挟んで両岸に両勢が対峙した。奈良県知事・木田川奎彦は清水徳太郎警察部長を現場へ派遣、大阪府警も300人の警官隊を急行させ、さらに奈良歩兵第38連隊も出動した。衝突で両者負傷者を出したが、官憲の制止により鎮圧。清水警察部長が両者を調停し、事の発端となった森田熊吉に水平社へ提出する代わりに、本件に関して「以後一切の協議、禍根を残さない」ことを両者が誓い手打ちとなったこの時検挙されたのは、水平社側は駒井喜作、泉野利喜蔵、佐渡長八、松本松太郎ら35名に対し、国粋会側は中西常蔵ら8名。奈良地方裁判所での審議の結果、水平社側の幹部・駒井喜作が有罪判決であったのに対して、国粋会側の首謀者と見なされていた中西常蔵は無罪判決を勝ち取った。

### 関東大震災による混乱
1923年（大正12年）9月1日に起きた関東大震災による混乱から総本部を京都に移したが、関東本部（関東國粹会）と対立する内紛となった。1925年（大正14年）、大和民労会と大日本国粋会は、抗争事件を起こし、両者合わせて160人が検挙された。
1926年(大正15年)5月12日、金沢市で開かれた大日本国粋会の本部支部長会議の挨拶では村野会長が鶴見騒擾事件に触れ、｢任侠義気の精神によるもので、善導すれば現代に応用でき、国家が元気になる｣とし｢むしろあんな党派(イタリアのファシスタ党)の出現を防止するために起こっているようなもの｣と国粋会がヨーロッパのファシズムに反対する立場であることを述べた。

### 関東本部との和解
1927年（昭和2年）10月、関東本部（関東國粹会）と地盤協定を結び和解。大日本国粋会の総本部を東京市麹町区（現・千代田区）下二番町へ移転させた。1928年（昭和3年）1月、警視庁官房主事の大久保の斡旋で関東國粹会との抗争は正式に手打ちとなった。以後、両者は「不即不離」の関係となる。

### 大日本国粋会二代目
1929年（昭和4年）に鈴木喜三郎が総裁となり、村野会長の没後は高橋光威が会長に推されたが、中安理事長が会長に就任した。

### 国粋社設立と機関誌の発行
大日本国粋会大阪本部は、大阪府大阪市天王寺区真法院町91番地に国粋社を設立。更に大阪を本社として、東京支社と福岡支社を設けた。1930年（昭和5年）11月5日、第三種郵便物認可を経て、翌年2月より毎月1日月刊誌として機関誌『国粋』発行。
1931年（昭和6年）4月1日、国粋社発行の『国粋』によると、大阪国粋会顧問（大日本国粋会総本部理事長）・中安信三郎、同顧問（大日本国粋会総裁秘書長）・堀川辰吉郎、賛助員（大阪）・折島瀧之助、小倉政吉、村井金三郎、鳶梅吉、山村森蔵、賛助員（岸和田）・伊東由松、賛助員（三重県）・角田久吉、賛助員（石川県）・河合久太郎らの名がみられる。
機関誌の内容は「国粋時論」から始まり、
- 『憂國の士に協同一致を望む』公爵・一条実孝著
- 『國粹會の本領』今北治作著
- 『世界大勢はどう動くか』満川亀太郎著
- 『満蒙経営と我が人口問題』樺山資英著
- 『満蒙権益を擁護せよ』船越光之丞著（広島藩士・船越衛の長男）
- 『大陸的英雄出でよ』雑賀博愛著
- 『日本爆破を目的とする不逞無産党の大陰謀』社説
- 『日本は赤化するか』社説
- 『赤露の五ヶ年計画』双刃剣生著
- 『労働争議の裏面観』紫雲仙人著
- 『男の中の男・堀川辰吉郎君』KS生[15]著

などであった。船越光之丞は、旧広島藩士・船越衛の長男で、船越衛は慶応3年5月21日、京都で中岡慎太郎の仲介によって、西郷隆盛、板垣退助らの間で結ばれた薩土討幕の密約の前段階の協議に参加した勤皇志士である。

### 春秋園事件と板垣会館建設

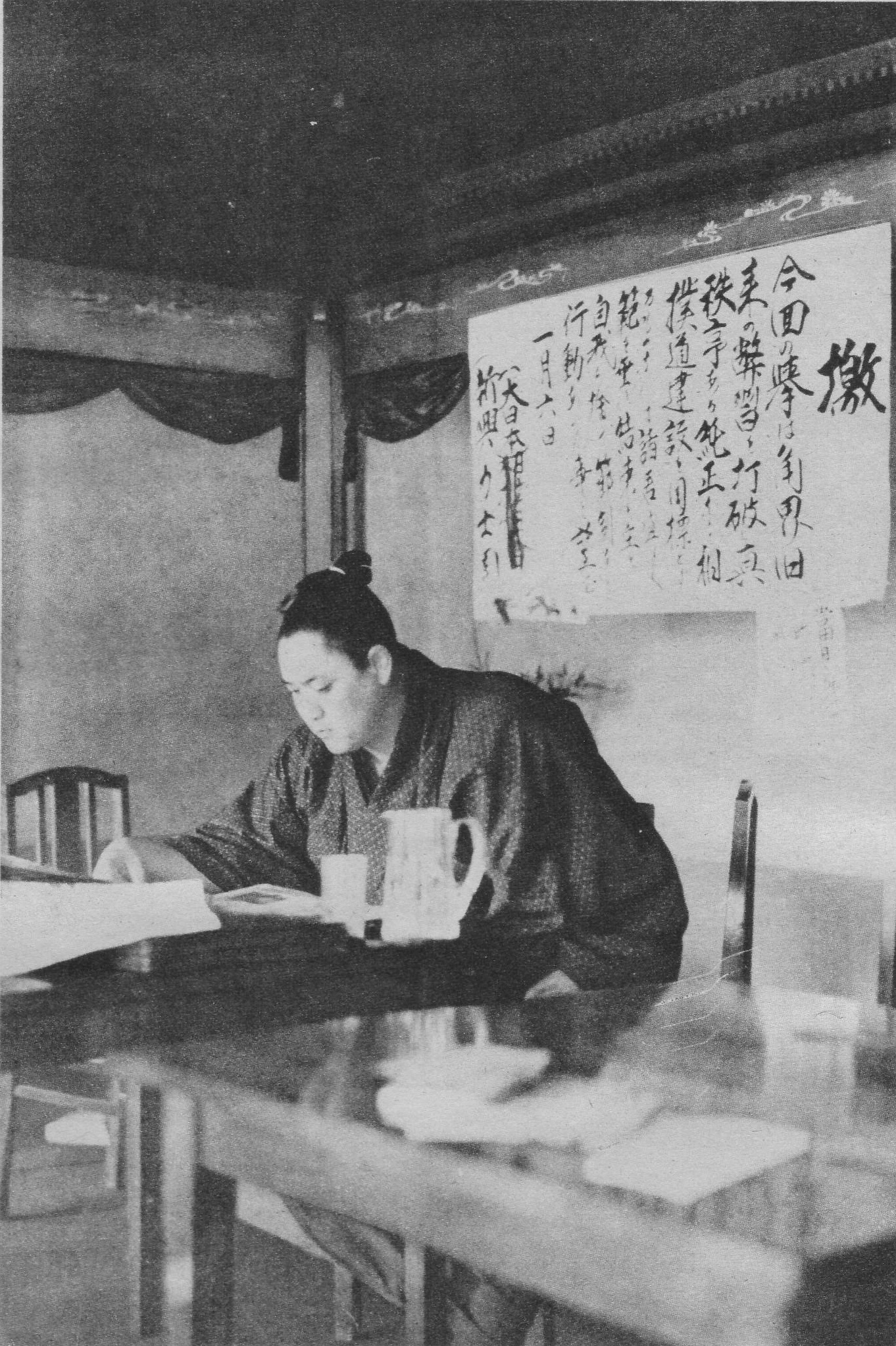
「春秋園」の一室での天竜

1932年 （昭和7年）1月6日、力士・天竜が大日本相撲協会の体質改革を目指して春秋園事件を起こすと、大日本相撲協会は、1月12日、関東國粹会に調停を依頼。相撲協会に造反した新興力士団30名が2組になって一斉に断髪式を行い、切り落とした髷を白紙に包み後援会員が代表して関東国粋会の本部へ陳謝状と共に届けた。この時、天竜本人への調停は不調に終わり、天竜らはその後、大阪角力協会（大日本関西相撲協会）を立ち上げるが、次第に苦境に立つ。天竜は、自分に従って東京角力協会を離脱した若い衆たちの協会復帰を模索。1936年（昭和11年）、大東流合気柔術の継承者・久琢磨を通じて国粋会の顧問・頭山満に会い、関東國粹会会長へ詫びを入れた上で出羽海への仲介を依頼。頭山はこの取り纏めを引受ける条件として、高知・板垣会館の建設資金捻出のため大阪で「板垣伯報恩相撲」を興行するよう要請。その結果、1937年 （昭和12年）1月17日、天竜らは梅田阪急百貨店横に特設された土俵で「板垣伯報恩相撲」を興行し資金を送った。同年4月6日、板垣会館は頭山満を主賓に迎えて落成し、天竜らも同年夏場所を最後とし、12月に大阪角力協会（大日本関西角力協会）を解散。若い衆を大日本相撲協会へ復帰させ、自らは責任を取って廃業した。

### 大日本国粋会三代目総裁
1935年（昭和10年）、大日本国粋会第3代総裁に堀川辰吉郎が就任したとされる説がある。この説によれば「初代総裁は大木遠吉」であるのは同じだが、第2代総裁は鈴木喜三郎ではなく「鈴木三郎（関東都督府外事総長・久邇宮御用掛。鈴木貫太郎の弟）である」としている。（しかし、堀川自身の話などに度々登場するのは鈴木喜三郎の方である。その為、堀川が三代目総裁就任した話自体も疑わしい）

### 解散
その後も大日本国粋会は存続したが、1945年（昭和20年）の大東亜戦争終戦後にGHQにより他の右翼団体と共に解散させられた。。

### 評価
丸山真男は『現代政治の思想と行動』（未来社）において、満州事変以前のファシズム時代が到来するまでに相当な準備期間があり、大正末期に赤化に対抗する運動が続出し、大日本国粋会のような団体は左翼運動への直接的対抗、主にストライキに対するスト破り、左翼系の労働組合、農民組合乃至水平社に対する暴力的襲撃を行ったが、積極的な国内改造のプログラムをあまり持っていないためファシズム組織というより「反動団体」と見ることができるとしている(前掲書P33)。
全愛会議の事務局長を務めた荒原朴水は『大右翼史』（大日本一誠会出版局）において、大正末に社会運動における主流の座を共産主義が占めるに至り、これが国家主義運動を刺激され各種団体が結成されたが、当時の陣営は国粋運動と国内改造運動に大別され、大日本国粋会を含む前者は忠君愛国の精神に基き、国体の崇敬擁護、日本古来の伝統的精神の保存宣揚を根本信条とし、外来急進思想の流入蔓延を防止克服せんとする主旨のもとで結成されたが、運動において過激な、または直接行動となったようでもあるとしている（前掲書P52-53）。

## 解散後と再結成の概略
大正時代の右翼団体は、国粋主義の思想団体としての側面があり、実生活においては係争の仲裁などを行う場合もあった。また、会員には華族、宮内省関係者、政治家、軍関係者、警察、地元の名士、一般人などを包含していた。この団体を源流として再興された組織が現在の國粹会であり、独立した指定暴力団であったものの、2005年（平成17年）に山口組の二次団体となり、現在は東京都台東区千束を本部として活動する右翼系暴力団で、指定暴力団・六代目山口組の傘下組織となっている。

## 日本国粋会・國粹会

### 日本国粋会初代
大日本国粋会の復活を目指し、1958年（昭和33年）の7月に生井一家・森田政治総長、落合一家・高橋岩太郎総長らが結成。「保守反動政策排撃、進歩的健善政党支持」などの綱領を打ち出し、同日、高輪プリンスホテルで、生井一家、幸平一家、田甫一家、小金井一家、佃政一家、落合一家、信州斉藤一家、金町一家、伊勢紙谷一家、義人党や佐郷屋嘉昭、松本良勝、辻宣夫、防衛政務次官辻寛一ら400余名が出席し、「日本国粋会創立記念式典」が行われた。しかし、1965年（昭和40年）に第一次頂上作戦のターゲットにされて同年12月に一度解散した。

### 日本国粋会二代目
日本国粋会解散後、構成組織は前川一家・荻島峯五郎（全愛会議の重鎮）らが中心となり、連合体として『国粋睦』を結成。東京斉藤一家の山田政雄が会長に就任した。1969年4月に小金井一家、中杉一家、辺見一家が脱退して二率会を結成（2001年に解散）。同年に『国粋睦』は名称を『日本国粋会』に戻し、山田が引き続き会長に就任した。

### 日本国粋会四代目
1991年（平成3年）における金町一家七代目総長・工藤和義の四代目会長への就任に伴い、日本国粋会から『國粹会』に改称。

#### 山口組への加入と会長の死
2005年（平成17年）に工藤が山口組組長・司忍との盃事を敢行。これにより、組織は山口組の二次団体となった。『日本のヤクザ地図を塗り替える』とまで言われた出来事であった。以降、山口組にて最高顧問の役に就いていた工藤であったが、2007年（平成19年）2月に自宅で遺体となって発見された。自殺と見られた。

### 五代目國粹会
2007年（平成19年）3月5日、信州斎藤一家総長・藤井英治が國粹会の五代目会長となり、上部団体の六代目山口組の直参に昇格した。
継承式は、同年4月19日に長野県諏訪市の信州斉藤一家本部事務所で執り行われた。
2025年、藤井英治総長が六代目山口組顧問に就任。

#### 五代目國粹会組織図
- 会長 - 藤井英治（1946年〈昭和21年〉4月28日[24]（79歳）六代目山口組若頭補佐・関東ブロック長→六代目山口組顧問[24]）[23]
- 若頭 - 橋本龍雄（七代目古河生井一家総長）
- 舎弟頭 - 渡辺佐重（七代目吉田川一家総長）
- 本部長 - 小嶋年記（八代目信州斉藤一家総長）
- 最高顧問 - 杉本 潔
- 会長秘書室長 - 山本義治（破傘一家総長）
- 副本部長 - 斉藤光明（十五代目寺谷一家総長）

## 國粹会系譜
- 初代〔日本国粋会会長〕：森田政治（生井一家八代目総長）
- 二代目〔日本国粋会会長〕：山田政雄（斉藤一家六代目総長）
- 三代目〔日本国粋会会長〕：木村清吉（吉田川一家三代目総長）
- 四代目（1991年～2007年）〔國粹会会長〕：工藤和義（六代目山口組最高顧問、金町一家七代目総長）
- 五代目（2007年～）〔五代目國粹会会長〕：藤井英治（六代目山口組若頭補佐→六代目山口組顧問、信州斉藤一家六代目総長）

## 系列組織

### 古河生井一家
古河生井一家は、五代目國粹会の下部団体で、指定暴力団・六代目山口組の3次団体。

### 信州斉藤一家
七代目信州斉藤一家は、五代目國粹会の下部団体で、指定暴力団・六代目山口組の3次団体。長野県諏訪市に本拠を置く日本の博徒系暴力団

#### 信州斉藤一家の略史

##### 六代目信州斎藤一家
平成2年（1990年）11月、藤井英治が信州斎藤一家六代目総長になった。取持人は、日本国粋会本部長・工藤和義（後の四代目國粹会会長）だった。

#### 信州斉藤一家の歴代総長
- 六代目 - 藤井英治（國粹会副会長。後に五代目國粹会会長、六代目山口組若中）[26]

### 寺谷一家
寺谷一家は、五代目國粹会の下部団体で、指定暴力団・六代目山口組の3次団体。

### 生井一家
生井一家は、五代目國粹会の下部団体で、指定暴力団・六代目山口組の3次団体。東京都港区新橋に本拠を置く日本の博徒系暴力団。

### 前川一家
前川一家は、五代目國粹会の下部団体で、指定暴力団・六代目山口組の3次団体。

### 吉田川一家
吉田川一家は、五代目國粹会の下部団体で、指定暴力団・六代目山口組の3次団体。

### 田甫一家
七代目田甫一家（たんぼいっか）は、五代目國粹会の下部団体で、指定暴力団・六代目山口組の3次団体。東京都台東区浅草に本拠を置く日本の博徒系暴力団。

#### 田甫一家の略史
大正11年（1922年）12月30日、大日本国粋会の田甫一家（後の指定暴力団六代目山口組國粹会田甫一家）の青沼辰三郎（後の田甫一家五代目）は、浅草区千束町で、年忘れの賭場を開帳した。大和民労会の高橋組の木村は、青沼辰三郎の賭場に乗り込み、青沼を罵倒した。青沼辰三郎たちは、木村を賭場の外に連れ出し、暴行を加えた。これを切っ掛けに大和民労会と大日本国粋会の抗争事件が勃発した。

#### 田甫一家の歴代総長
- 五代目：青沼辰三郎